# 奥镇 (比利牛斯-大西洋省)
奥镇（法語：Haux）是法国比利牛斯-大西洋省的一个市镇，属于奥洛龙圣玛丽区（Oloron-Sainte-Marie）塔尔代特索罗吕县（Tardets-Sorholus）。该市镇总面积17.01平方公里，2009年时的人口为96人。

## 人口
奥镇人口变化图示